# Goggia hexapora
Goggia hexapora là một loài thằn lằn trong họ Gekkonidae. Loài này được Branch, Bauer & Good miêu tả khoa học đầu tiên năm 1995.